# وقایع‌نگاری کین
وقایع نگاری کین (به انگلیسی: The Kane Chronicles) نام یک سری کتاب سه جلدی فانتزی نوشته ریک ریوردن است که از سال ۲۰۱۰ تا ۲۰۱۲ در ایالات متحده آمریکا منتشر شده است.

## کتاب
این سری کتاب معروف شامل سه جلد است و درباره اساطیر مصری می باشد.
سری کتاب‌های وقایع نگاری کین
جلد اول :هرم سرخ
جلد دوم :تاج و تخت آتش
جلد سوم : سایه مار